# Villastellone
Villastellone is een gemeente in de Italiaanse provincie Turijn (regio Piëmont) en telt 4826 inwoners (31-12-2004). De oppervlakte bedraagt 19,7 km², de bevolkingsdichtheid is 245 inwoners per km².
De volgende frazioni maken deel uit van de gemeente: Borgo Cornalese en Tetti Mauriti.

## Demografie
Villastellone telt ongeveer 1951 huishoudens. Het aantal inwoners daalde in de periode 1991-2001 met 0,3% volgens cijfers uit de tienjaarlijkse volkstellingen van ISTAT.
| Jaar | Inwoneraantal |
| ---- | ------------- |
| 1991 | 4657          |
| 2001 | 4641          |

## Geografie
De gemeente ligt op ongeveer 234 m boven zeeniveau.
Villastellone grenst aan de volgende gemeenten: Moncalieri, Cambiano, Santena, Poirino, Carignano en Carmagnola.

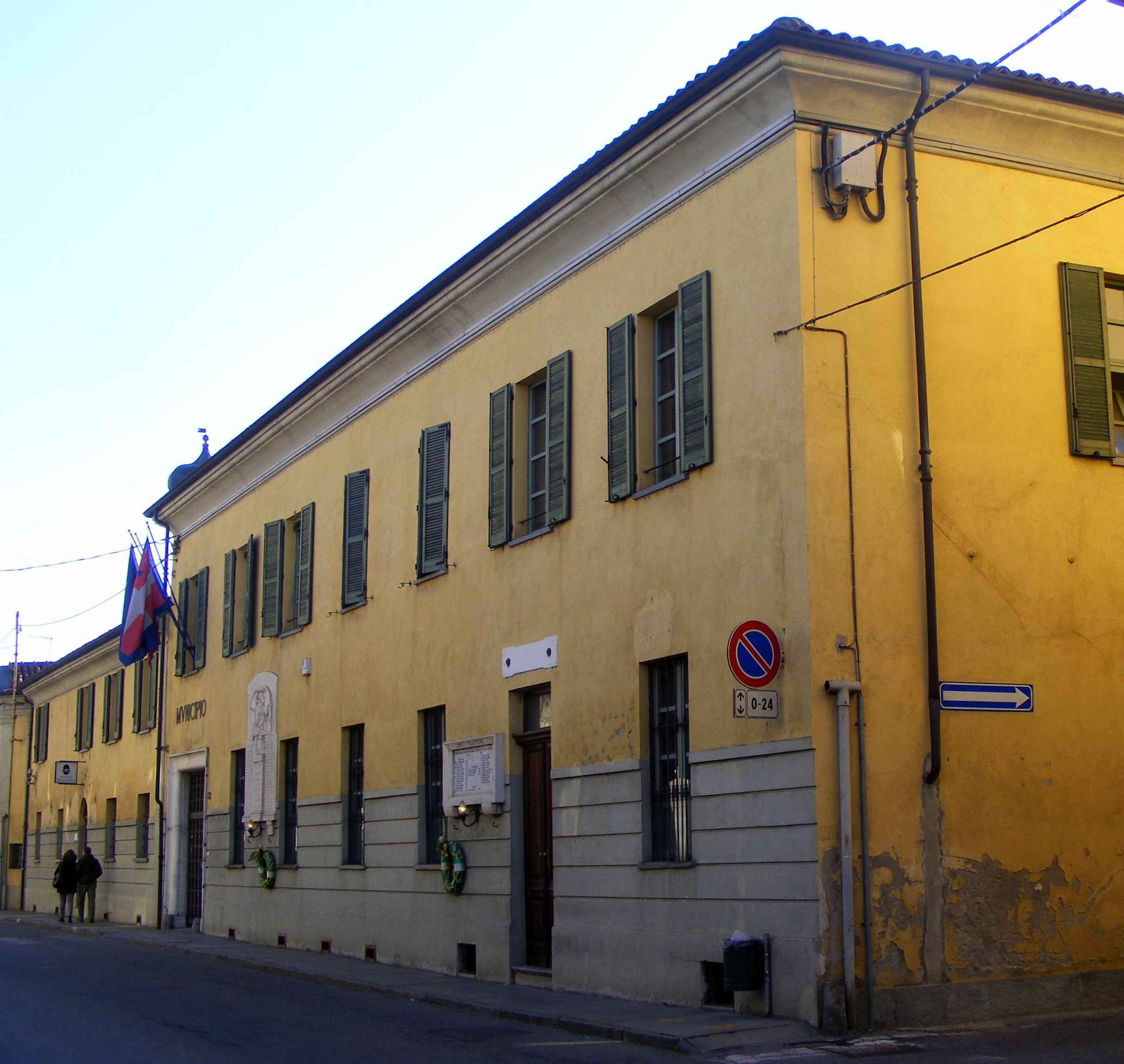
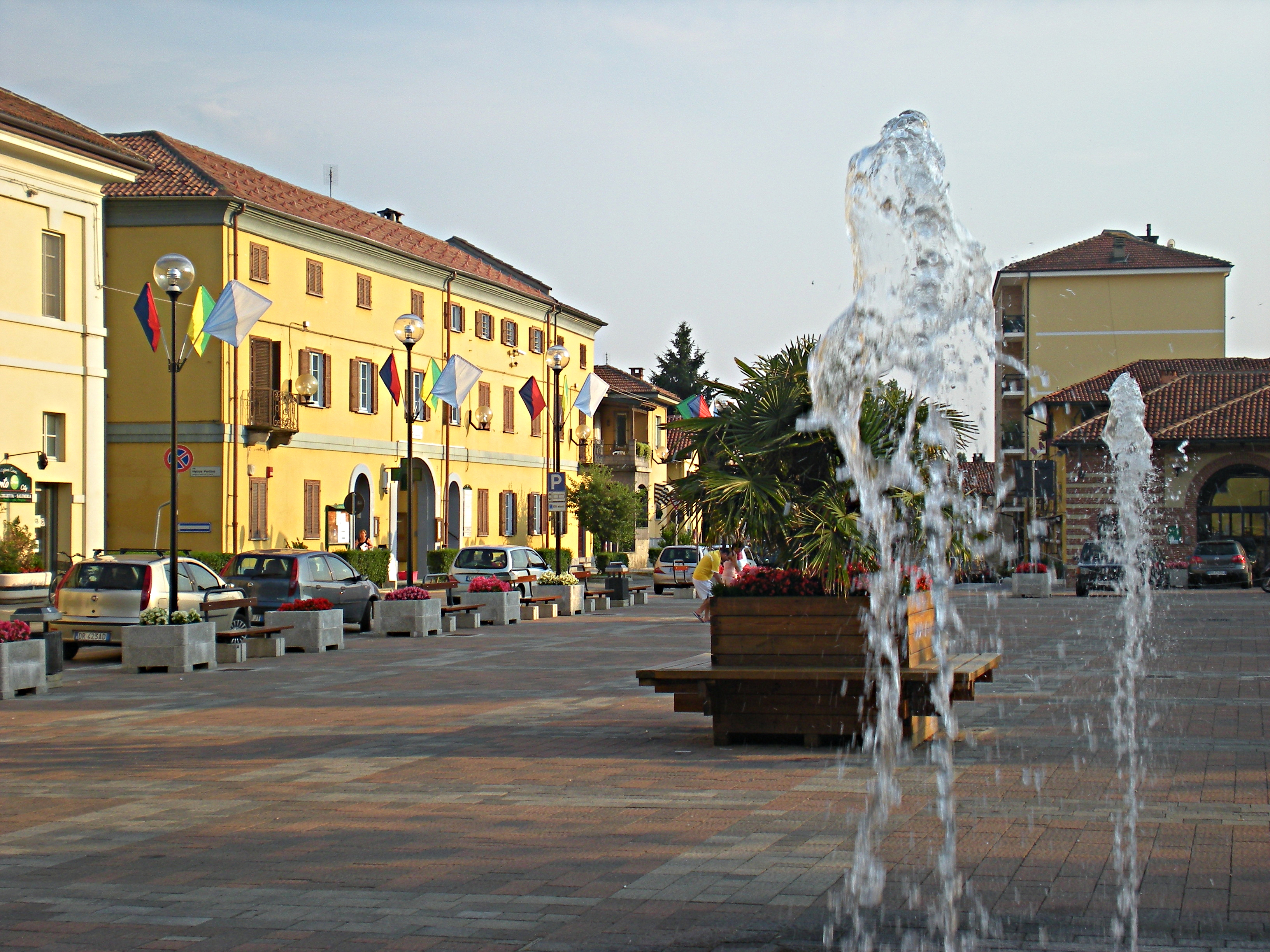

1. ↑  https://demo.istat.it/?l=it.